# Наумов, Анатолий Николаевич
Анатолий Николаевич Наумов (род. 17 августа 1930, Москва) — советский хоккеист, защитник.

## Биография
Воспитанник московского «Металлурга». Выступал за команды «Динамо» Москва (1950/51, 1952/53), «Динамо» Московская область (1951/52), «Шахтёр» Донской (1953/54 — 1954/55), «Химик» Москва — Воскресенск (1955/56 — 1956/57), «Торпедо» Глазов (1956/57 — 1959/60), «Сатурн» Раменское (1960/61 — 1962/63).
В I группе (классе «А») провёл 4 сезона — 1950/51, 1952/53, 1955/56 — 1956/57.
Обладатель Кубка СССР (1953).